# Assiniboine (Schiff, 1932)
Die HMCS Assiniboine (D18) war ein 1939 von der Royal Canadian Navy übernommener Zerstörer. Sie war 1932 als Flottillenführer HMS Kempenfelt für die Zerstörer der C-Klasse der Royal Navy fertiggestellt worden, von denen sie sich nur geringfügig durch die Aufbauten unterschied.
Im Zweiten Weltkrieg wurde die Assiniboine in der Konvoisicherung auf dem Nordatlantik und während der Landung in der Normandie in der U-Boot-Abwehr des Landungsraums eingesetzt.
Im August 1945 wurde sie aus der Liste der aktiven Kriegsschiffe gestrichen. Auf dem Weg zur Abwrackwerft brach die Schleppleine und das Schiff strandete im November 1945 auf Prince Edward Island.

## Geschichte des Schiffes
Das Schiff lief am 29. Oktober 1931 bei J. Samuel White in Cowes, Isle of Wight, als zweite HMS Kempenfelt vom Stapel. Die erste Kempenfelt war ein bei Cammell Laird in Birkenhead gebauter Flottillenführer von 1600 t der Marksman-Klasse, der von 1915 bis 1921 im Dienst der Royal Navy war.
Die neue Kempenfelt wurde am 30. Mai 1932 als Flottillenführer der C-Klasse in Dienst gestellt. Gegenüber den vier Flottillenbooten unterschied sich die Kempenfelt durch ein etwas größeres hinteres Deckshaus. In der Bewaffnung gleich, wurden Minensuch- und U-Boot-Abwehrbewaffnung nicht mitgeführt, um Platz und Gewicht einzusparen. Gegenüber den vorangegangenen Flottillenführern der A- und B-Klasse, Codrington und Keith, folgte sie dem Vorbild der Keith, die sich auch kaum von den Flottillenbooten unterschied und war keine vergrößerte Ausführung wie die Codrington mit größerer Länge und fünf Geschützen der Hauptartillerie. Die britische Labour-Regierung wollte mit der Halbierung der Klassenstärke der zugehörigen Zerstörer von den üblichen acht Schiffen auf vier Zerstörer ihre Abrüstungsbereitschaft dokumentieren.

### Einsatzgeschichte
Im Frühjahr 1933 wurde das neue Schiff erstmals im Mittelmeer eingesetzt. Im März 1934 nahm die Kempenfelt an der Frühjahrsfahrt der Home Fleet nach Westindien teil. Im Sommer machte das Schiff noch eine Tour nach Skandinavien. Nach der Teilnahme an der Flottenparade zum silbernen Thronjubiläum König George V. im Spithead am 16. Juli 1935, gehörte die Kempenfelt zu den Einheiten der Royal Navy, die wegen des italienischen Angriffs auf Äthiopien zur Mittelmeerflotte entsandt wurden. Mit den anderen Schiffen der „2nd Destroyer Flotilla“ wurde sie im August 1835 in das Rote Meer entsandt, um dort die italienischen Bewegungen zu beobachten. Im April 1936 wurden die Einheiten in die Heimat zurückbeordert. Nach einer kurzen Überholung in Devonport kam die Kempenfelt zu Beginn des Spanischen Bürgerkriegs zur Evakuierung britischer Staatsbürger aus verschieden spanischen Häfen zum Einsatz.
Nach einer längeren Werftliegezeit wurde die Kempenfelt wieder zu den sogenannten Neutralitätspatrouillen herangezogen, die Waffenlieferungen an die Kriegsparteien des Spanischen Bürgerkrieges verhindern und britische Handelsschiffe schützen sollten. Dabei rettete das Schiff im westlichen Mittelmeer zusammen mit der Boreas am 6. März 1938 etwa 469 Mann nach dem Untergang des nationalistischen Schweren Kreuzers Baleares in der Schlacht von Cabo de Palos. Die Baleares war nach Torpedotreffern durch die republikanischen Zerstörer Sanchéz Barcáiztegui, Lepanto und Almirante Antequera schwer getroffen in Brand geraten und trieb mit erheblicher Schlagseite antriebslos. Die sie begleitenden nationalistischen Kreuzer Canarias und Almirante Cervera hatten sie zurückgelassen, kehrten am Morgen des 6. zurück und begannen mit der Übernahme der Verwundeten. In Erwartung eines republikanischen Angriffs wurden von der Canarias keine Boote zu Wasser gelassen. Tatsächlich griffen nach knapp zwei Stunden neun Tupolew-SB-2-Bomber an und bombardierten die Schiffe, wobei auf der Boreas ein Mensch starb und vier verwundet wurden.
Weil die C-Klasse aufgrund der Zahl ihrer Schiffe nicht in die Struktur der Royal Navy passte, wurden die Zerstörer einschließlich des zugehörigen Zerstörerführers ab 1937 nach und nach der kanadischen Marine überlassen, sobald der entsprechende Mittel zur Verfügung standen. Nach Crescent und Cygnet im Februar 1937 sowie Comet und Crusader im Juni 1938 wurde erst nach dem Ausbruch des Zweiten Weltkriegs am 19. Oktober 1939 auch die Kempenfelt während eines Werftaufenthalts nach einer Kollision in Devonport übergeben und gleichzeitig in Assiniboine umbenannt. Am 17. November traf sie in Halifax, Nova Scotia, ein.

### Im Dienst der kanadischen Marine
Anfangs wurde das Schiff an der kanadischen Ostküste und bis in die Karibik eingesetzt. Im Februar 1940 gelang es zusammen mit dem Kreuzer Dunedin, den deutschen Blockadebrecher Hannover in der Mona-Passage aufzubringen, der später zum ersten Geleitträger Audacity umgebaut wurde.
Seit April 1940 wurde die Assiniboine als Eskorte von Geleitzügen im Nordatlantik verwendet. Die U-Boot-Abwehr- und Flugabwehr-Bewaffnung wurde zu diesem Zweck zulasten der Hauptgeschütze und der Torpedorohre verstärkt. Ab Januar 1941 erfolgte der Einsatz jedoch von den Britischen Inseln aus, weil dort die U-Boot-Gefahr wesentlich größer war und die Schiffe dort daher dringender benötigt wurden. Als im April 1942 fest aufgestellte „Ocean Escort Groups“ gebildet wurden, wurde die Assiniboine Führungszerstörer der kanadischen EG C 1, die mit dem ehemaligen USN-Zerstörer HMCS St. Croix und sechs Korvetten der Flower-Klasse – darunter zwei französischen Schiffen und zwei der Royal Navy – am 10. Mai in Halifax die Sicherung des Konvois HX 189 übernahm. Vom 8. bis zum 10. Juni hatte die EG C 1 den Angriff der ersten planmäßig zusammenwirkenden deutschen U-Boot-Gruppe „Hecht“ mit sechs Booten auf den von ihr gesicherten Konvoi ONS 100 (37 Schiffe) abzuwehren. Beim ersten Angriff versenkte U 124 die Korvette Mimosa, von der die Assiniboine nur vier Schiffbrüchige retten kann. Es gingen noch zwei der geschützten Schiffe durch U 94 verloren, ehe die U-Boot-Gruppe den Kontakt verlor.
Bei der Verteidigung des Geleitzuges SC 94 gelang es dem Flottillenführer am 6. August 1942 nach einem längeren Gefecht, bei dem er auch selbst schwer beschädigt wurde, das deutsche U-Boot U 210 südwestlich von Kap Farvel, Grönland zu rammen und dadurch zu versenken. Die Reparaturen dauerten vier Monate.
Bereits im März 1943 wurde das Schiff erneut beschädigt, als Wasserbomben, die auf eine zu geringe Wassertiefe eingestellt waren, unter seinem Heck explodierten. Nach weiterem Geleitdienst wurde das Schiff im Sommer 1944 wieder nach Großbritannien beordert, um beim Schutz der Landungsoperation in der Normandie mitzuwirken. Der Einsatzschwerpunkt lag im Ärmelkanal und in der Biskaya, wo der Zerstörerführer deutsche U-Boote und Vorpostenboote jagte.
Am 12. August 1944 versenkte die Assiniboine mit der Support Group 14 (Restigouche, Qu’Appelle, Saskatchewan und Skeena sowie dem Hunt-Zerstörer Albrighton) südlich Brest drei als Vorpostenboote eingesetzte bewaffnete deutsche Fischdampfer.

### Das Ende derAssiniboine
Der Flottillenführer kehrte erst nach dem Ende des Krieges in Europa nach Kanada zurück. Dort wurde er bereits am 8. August 1945 aus der Liste der aktiven Kriegsschiffe gestrichen. Als die HMCS Assiniboine im November zur Abwrackwerft geschleppt werden sollte, brach die Schleppleine und das Schiff strandete auf Prince Edward Island. 1952 wurde sie vor Ort abgebrochen.